# کیفیت زندگی کاری
اصطلاح کیفیت زندگی کاری در سال‌های اخیر رواج زیادی داشته است. اما در مورد معنای این اصطلاح توافق کمی وجود دارد، در عین حال می‌توان گفت حداقل دو استفاده شایع از آن وجود دارد: اول اینکه کیفیت زندگی کاری اشاره به مجموعه‌ای از نتایج برای کارکنان نظیر رضایتمندی شغلی، فرصت‌های رشد، مسائل روانشناختی، امنیت شغلی، روابط انسانی کارفرما، کارکنان و میزان پایین بودن حوادث دارد. دوم، کیفیت زندگی کاری همچنین به مجموعه‌ای از کارها یا عملکردهای سازمانی نظیر مدیریت مشارکتی، غنی‌سازی شغلی و شرایط کاری مطمئن اشاره دارد. در این رابطه برنامه‌های کیفیت زندگی کاری ممکن است به عنوان راهبرد مدیریت منابع انسانی شامل عملکردهای کیفیت زندگی کاری و بهبود برنامه‌های کیفیت زندگی کاری و بهبود کارایی و بهره‌وری سازمانی در نظر گرفته شود (رودکی، ۱۳۸۲).
امروزه در مدیریت معاصر مفهوم کیفیت زندگی کاری به موضوع اجتماعی عمده‌ای در سراسر دنیا مبدل شده است(Luthans،۱۹۹۸). در حالی که در دهه‌های گذشته فقط بر زندگی کاری در جستجوی نظامهای جدیدی برای کمک به کارکنان هستند تا آن‌ها بتوانند بین زندگی کاری و زندگی شخصی خود تعادل برقرار کنند(Akdere،۲۰۰۶).
برنامه کیفیت زندگی کاری شامل هرگونه بهبود در فرهنگ سازمانی است که باعث رشد و تعالی کارکنان در سازمان می‌شود (Filippo،۱۹۹۸). از این‌رو، نظام ارزشی کیفیت زندگی کاری سرمایه‌گذاری بر روی افراد را به عنوان مهم‌ترین متغیر در معادله مدیریت راهبردی مورد توجه قرار می‌دهد(Shareef،۱۹۹۰). یافته‌های مطالعاتی نشان می‌دهد که اجزای این برنامه‌ها موجب کاهش میزان شکایت کارکنان، کاهش نرخ غیبت از کار، کاهش میزان اعمال مقررات انضباطی، افزایش نگرش مثبت کارکنان و افزایش مشارکت آنان در برنامه‌های نظام پیشنهادها بوده است (Gordon، ۱۹۹۳). از طرف دیگر، برآورده ساختن نیازهای کارکنان به بهسازی و کارایی بلندمدت سازمان نیز منجر خواهد شد(Shareef،۱۹۹۰).
امروزه بیشتر تحقیقات تجربی که در زمینه کیفیت زندگی کاری انجام شده است، به‌طور ضمنی چشم‌انداز جدیدی از رضایت شغلی و مفاهیم وابسته به حرفه و شغل را پذیرفته‌اند(Cherose et al،۲۰۰۶). اگر چه در بعضی از متون کیفیت زندگی کاری و رضایت شغلی به عنوان مفاهیمی مترادف در نظر گرفته شده‌اند، لیکن بسیاری از صاحبنظران علم مدیریت و روانشناسان صنعتی اعتقاد دارند که کیفیت زندگی کاری و رضایت شغلی از نظر مفهوم متفاوت هستند. تفاوت کیفیت زندگی کاری و رضایت شغلی در این نکته است که رضایت شغلی یکی از نتایج کیفیت زندگی کاری است(Sirgy et،۲۰۰۱).
دانا و گریفین معتقدند که کیفیت زندگی کاری به مثابه هرمی است که مفاهیم آن را شامل رضایت از زندگی [در راس هرم]، رضایت شغلی[در اواسط آن] و نیز رضایت از سایر جنبه‌های مختص کار نظیر رضایت از میزان حقوق، همکاران و ناظران می‌شود.
یک برنامه کیفیت زندگی کاری به معنی فرایندی است که به وسیلهٔ آن همه اعضای سازمان از راه مجاری ارتباطی باز و مناسبی که برای این مقصود ایجاد شده است در تصمیم‌هایی که بر شغل‌هایشان به‌خصوص، و بر محیط کارشان به‌طور کلی اثر می‌گذارد به نوعی دخالت می‌یابند و در نتیجه مشارکت و خشنودی آنان از کار بیشتر می‌شود و فشار عصبی ناشی از کار برایشان کاهش می‌یابد. در واقع کیفیت زندگی کاری نمایانگر نوعی فرهنگ سازمانی یا شیوه مدیریت است که کارکنان بر اساس آن احساس مالکیت، خودگردانی، مسئولیت و عزت نفس می‌کنند.
در اینکه سازمان‌ها برای پدیدآوردن این‌گونه احساس‌ها در کارکنان خود چه می‌کنند تفاوت‌هایی وجود دارد. به‌طورکلی در سازمانی که به داشتن برنامه‌ای کامیاب در کیفیت زندگی کاری شهرت دارد، دادن و دریافت کردن پیشنهادها، پرسش‌ها و انتقاداتی که می‌توانند به هرگونه بهبود در کار منجر شود رغبت وجود دارد. در چنین فضایی، ناخشنودی خلاق نشانه‌ای از توجه و دلسوزی سازنده و نه خرده‌گیری کوبنده برای سازمان به‌شمار می‌آید.
با توجه به موارد مذکور می‌توان این‌گونه عنوان کرد که «کیفیت زندگی کاری» یعنی امکان ارضای بیشتر نیازهای شخصی کارکنان، وجود امنیت برای افراد به نحوی که آن‌ها بتوانند با خیال راحت در کنار دیگران به زندگی خود ادامه دهند و احساس مفید بودن بنمایند و مقبول دیگران واقع شوند و در نهایت برای افزایش مهارت و دانش خود فرصت داشته باشند (رودکی، ۱۳۸۲).

## شرایط
کیفیت زندگی کاری در عکس‌العمل کارکنان نسبت به رضایت شغلی و سلامت روحی آنان تبلور می‌یابد، (کامینگر، ۵۲۹: ۱۳۷۵). نگرش به تعریف کیفیت زندگی کاری و بازتاب‌های شخصی آن، تجربه کاری و چگونگی بهبود کار در راستای رفع نیاز فرد از اولویت خاصی برخوردار است. در مقوله مشخصه‌های کیفیت زندگی کاری و در انطباق آن با عکس‌العمل‌های فردی کارکنان، موارد اساسی زیر شایان مطالعه است:
1. پرداخت کافی و مناسب: با توجه به سایر پرداخت‌های جبرانی برای حفظ استاندارد زندگی کاری قابل قبول، مخصوصاً در مقایسه با سایر کارها، چه مقدار پرداخت و مزایا کفایت می‌کند؟
2. محیط ایمن و سالم: محیط فیزیکی و روحی کار چیست؟ آیا شرایط کاری به‌طور ناروایی خطرآفرین است؟ چه شرایط روحی و جسمی بر سلامتی، راحتی، و فساد اداری کارکنان در حین انجام کارشان مؤثر است؟
3. گسترش ظرفیت‌های انسانی: کارها تا چه حد ساده شده‌اند و کنترل‌ها چقدر سخت‌گیرانه است؟ کار تا چه حد کارکنان را قادر می‌کند که مهارت و دانش خود را بهبود بخشیده از آن‌ها استفاده کنند و کاری را انجام دهند که برایشان معنی دار و مهم باشد.
4. رشد و امنیت: انجام وظایف محوله تا چه حد در حفظ رشد ظرفیت اشخاص مؤثر است؟ چگونه می‌توان دانش و مهارت تازه برای انجام وظایفی که بعداً به کارکنان واگذار می‌شود بدست آورد؟ چه امکاناتی برای افزایش کارایی و بهره‌وری در جهت و برای پیشرفت فرد در مسیر سازمانی مربوط و به رسمیت شناختن وی با توجه به پیچیدگی ساختاری و تمرکز از طرف هم قطاران و سایر اعضا وجود دارد؟

در تعریف دیگر از کیفیت کاری آن را «میزان توانایی کارکنان در ارضای نیازهای مهم شخصی با استفاده از تجربیاتی که در سازمان کسب کرده‌اند» در این تعریف به شدت بر ایجاد محیطی که منجر به ارضای نیاز افراد تأکید شده است.
موضوع بهبود وضعیت زندگی در دهه۷۰(۱۹۷۹–۱۹۷۰) که نرخ تورم و رکود اقتصادی در حال افزایش بود مورد توجه خاص قرار گرفت. این توجه تا حدودی تعجب‌آور بود زیرا معمولاً در شرایط اقتصادی و افزایش منابع، مدیریت عالی سازمان به فکر افزایش بهره‌وری در جهت برنامه‌های مردمی د داخل سازمان می‌افتد نه شرایط رکود و تورم.

## کیفیت
کیفیت زندگی کاری که در بسیاری از موارد از تغییر نظام پرداخت گرفته تا تصویب قانون حقوق کارکنان، آزادی اندیشه، آزادی بیان، فرایند ارضای نیازها، و برخورد عادلانه و برابر را برای آنان تضمین می‌کند.
از نگاهی دیگر، کیفیت زندگی کاری را می‌توان به دو صورت زیر تعریف نمود:
۱) تعریف عینی از کیفیت زندگی کاری عبارت است از مجموعه‌ای از شرایط واقعی کار در یک سازمان مانند میزان حقوق و مزایا، امکانت رفاهی، بهداشت و ایمنی، مشارکت در تصمیم‌گیری، مردم‌سالاری، سرپرستی، تنوع و غنی بودن مشاغل و…(ممی‌زاده، ۲۲۴:۱۳۷۵).
۲) تعریف ذهنی از کیفیت زندگی کاری عبارت است از تصور فرد و طرز تلقی او از کیفیت زندگی کاری به‌طور اخص. به عبارت دیگر، کیفیت زندگی کاری برای هر فرد یا گروهی از افراد با فرهنگ و طرز تلقی آنان منعکس‌کننده مفهوم خاصی می‌باشد. در یک تعریف کلی می‌توان گفت که کیفیت زندگی کاری به معنی تصور ذهنی و درک و برداشت کارکنان یک سازمان از مطلوبیت فیزیکی و روانی محیط کار خود است. طبعاً با توجه به تعریف ارائه شده در هر جامعه یا در هر منطقه از یک کشور، به ویژه مناطق مختلف کشور خودمان دارای خرده فرهنگ‌های گوناگون با تصورات ذهنی مختلف دربارهٔ زندگی و کار است، شاخص‌های اندازه‌گیری کیفیت زندگی کاری متفاوت خواهد بود. والتون اجزای اصلی کیفیت زندگی کاری را به ۴ قسمت تقسیم می‌کند. از نظر وی عوامل مؤثر بر کیفیت زندگی کاری عبارت‌اند از: معنی‌دار و با مفهوم بودن کار؛ تناسب سازمانی و اجتماعی کار؛ چالشی، غنی و پربار بودن کار؛ به صورتی جزئی تر نیز مطرح کرده است: پرداخت منصفانه و کافی؛ شرایط کاری ایمن و بهداشتی؛ فرصت مناسب برای توسعه قابلیت‌های انسانی؛ فرصت مناسب برای رشد و امنیت مداوم؛ اهمیت کار در جامعه؛ قانونمندی کار؛ تناسب اجتماعی کار (جزئی، ۲۸۴:۱۳۷۵).
فرهنگ هر جامعه بر پایه فلسفه زندگی آن جامعه شکل می‌گیرد؛ بنابراین، همان گونه که کیفیت زندگی و کیفیت زندگی کاری برای هر جامعه تعریف خاصی دارد، رابطه کیفیت زندگی کاری نیز با توجه به فلسفه زندگی هر جامعه متفاوت است. این امر در مورد سازمان‌ها نیز مصداق دارد. به علاوه، کیفیت زندگی کاری در سطح کل سازمان نشان داده است که تا سطح قابل توجهی عملکرد و بهره‌وری نیروی انسانی و در نتیجه اثر بخشی سازمان را افزایش می‌دهد.
در تعریف دیگر، کیفیت زندگی کاری به «مفهوم داشتن نظارتی صحیح، شرایط کاری خوب، پرداخت و مزایای مطلوب و مهم‌تر از همه ایجاد فضای کار چالش گرانه، مشارکتی، و اقناع‌کننده» است. زندگی کاری با کیفیت عالی از طریق توجه به فلسفه روابط کارکنان به دست می‌آید و عبارت است از به‌کارگیری کوشش‌هایی در استفاده از زندگی کاری با کیفیت، که خود کوشش‌های منظم از سوی سازمانی است که به کارکنان فرصت‌های بزرگ‌تری برای اثرگذاری بر کارشان و تشریک مساعی در اثربخشی کلی سازمان می‌دهد (جزئی، ۲۸۵:۱۳۷۵).